# ۱۸۴ (عدد)
۱۸۴(صد و هشتاد و چهار) یک عدد طبیعی است که بعد از ۱۸۳ و قبل از ۱۸۵ قرار دارد.